# Цвят (оптика)
Вижте пояснителната страница за други значения на Цвят.
Цветът е елемент на зрителните усещания, дължащ се на различното възприемане на светлина от различните участъци на спектъра, от зрителните органи, обусловено от спектралната чувствителност на фоторецепторите. Цветът на даден обект във възприятието на хората е този на отразяваната или излъчвана от него видима светлина.
Тъй като усещането за цвят при хората според теорията на Йънг-Хелмхолц се дължи на различната чувствителност към частите на спектъра на различните видове рецепторни клетки (колбички) в ретината, цветовете могат да бъдат дефинирани и измервани според реакцията на тези клетки. За практически цели обаче са необходими количествени критерии за психофизическото усещане на цветовете, които позволяват тяхното точно дефиниране и възпроизвеждане.

## Характеристики
Познатите цветове на дъгата, принадлежат на видимата светлина и се наричат монохроматични цветове. Те представляват много малка част от целия електромагнитен спектър. Като всяка електромагнитна вълна, видимата светлина се характеризира с яркост, дължина на вълната и поляризация.
Основна роля за цвета играе диапазонът от дължини на вълните, които той обхваща, или цветният тон: червено, жълто, зелено, пурпурно и други. Названието му се дава като се съобразяваме с приликата му с цветовете от спектъра. Изключение прави само виолетовият цвят, който отсъства от спектъра, но съществува в природата. Различията в цвета на обектите се дължат на различната дължина на вълната на отразяваната или излъчваната от обекта светлина. Понятието „цвят“ има две значения: може да се отнася както до психологическото усещане, причинено от отражението на светлината от определен обект, така и да е недвусмислена характеристика на самите светлинни източници.
Друга характеристика на цвета е неговата наситеност или чистота – степента на смесването му с бяла светлина. Колкото по-малко е бялата светлина, толкова по-наситен е цветът. Комбинацията от цветния тон и наситеността се нарича хроматичност.

## Физика
| Цвят                  | {\displaystyle \lambda \,\!} (nm) | {\displaystyle \nu \,\!} (1014 Hz) | {\displaystyle \nu _{b}\,\!} (104 cm−1) | {\displaystyle E\,\!} (eV) | {\displaystyle E\,\!} (kJ mol−1) |
| --------------------- | --------------------------------- | ---------------------------------- | --------------------------------------- | -------------------------- | -------------------------------- |
| Инфрачервен           | >1000                             | <3,00                              | <1,00                                   | <1,24                      | <120                             |
| Червен                | 700                               | 4,28                               | 1,43                                    | 1,77                       | 171                              |
| Оранжев               | 620                               | 4,84                               | 1,61                                    | 2,00                       | 193                              |
| Жълт                  | 580                               | 5,17                               | 1,72                                    | 2,14                       | 206                              |
| Зелен                 | 530                               | 5,66                               | 1,89                                    | 2,34                       | 226                              |
| Син                   | 470                               | 6,38                               | 2,13                                    | 2,64                       | 254                              |
| Виолетов              | 420                               | 7,14                               | 2,38                                    | 2,95                       | 285                              |
| Близък ултравиолетов  | 300                               | 10,0                               | 3,33                                    | 4,15                       | 400                              |
| Далечен ултравиолетов | <200                              | >15,0                              | >5,00                                   | >6,20                      | >598                             |

Електромагнитното излъчване се характеризира с дължина на вълната (или честота) и интензивност. Видимият спектър, който може да бъде регистриран от човешкото зрение, обхваща дължини на вълните приблизително от 380 nm до 780 nm.
Повечето източници излъчват светлина с множество различни дължини на вълната. Спектърът на даден източник е разпределението, показващо интензивността на излъчената или отразената от него светлина в зависимост от дължината на вълната. Тези спектрални диапазони на чувствителност варират много между различните биологични видове, а в по-малка степен – и между индивидите от един и същ вид. Човешките усещания са ограничени единствено във видимата област на спектъра и понятието за цвят е дефинирано само там.

### Спектрални цветове
| Цвят      | Дължина на вълната (нм) | Честота (ТХц) | Енергия на фотоните (еВ) |
| --------- | ----------------------- | ------------- | ------------------------ |
| червен    | 625 – 740               | 405 – 480     | 1,68 – 1,98              |
| оранжев   | 590 – 625               | 480 – 510     | 1,98 – 2,10              |
| жълт      | 565 – 590               | 510 – 530     | 2,10 – 2,19              |
| зелен     | 500 – 565               | 530 – 600     | 2,19 – 2,48              |
| светлосин | 485 – 500               | 600 – 620     | 2,48 – 2,56              |
| тъмносин  | 440 – 485               | 620 – 680     | 2,56 – 2,82              |
| виолетов  | 380 – 440               | 680 – 790     | 2,82 – 3,26              |

Познатите ни в ежедневието цветове на дъгата включват всички цветове, дължащи се на видимата светлина. Тези цветове се наричат чисти спектрални или монохроматични. Таблицата вдясно показва някои основни характеристики на избрани монохроматични цветове.
Всъщност всеки цвят покрива участък от видимия спектър, тоест ивица или диапазон от дължини на вълните, които предизвикват приблизително еднакво усещане за цвят. Границите между цветовете са условни. По традиция, идваща от Исак Нютон, видимият спектър се разделя на седем цвята: червен, оранжев, жълт, зелен, светлосин, тъмносин и виолетов.
Интензивността на светлината с даден спектрален цвят може значително да повлияе на нейното възприемане.
Съставните цветове обикновено се идентифицират като координати в дадено цветово пространство.

### Цвят на предмети
Цветът на даден предмет зависи както от свойствата на самия предмет и заобикалящата го среда, така и от възприемащия го. От физична гледна точка предметът има цвета на светлината, която напуска неговата повърхност. Той обикновено зависи от спектъра на осветлението и от отразяващите свойства на самата повърхност, както и евентуално от ъглите на осветление и наблюдение. Някои предмети не само отразяват, но също така пропускат или излъчват светлина, което също оказва влияние върху цвета им. Усещането на наблюдателя зависи не само от спектъра на светлината, напускаща повърхността на предмета, но също и от множество елементи на контекста, поради което в някои случаи възниква усещане за различен цвят, който не е такъв, както е показано на фигурата.
Абстрахирайки се от ефектите на възприятията, някои общи цветови свойства на предметите са:
- Светлината, падаща върху непрозрачна повърхност, може да се отразява, разсейва или поглъща (най-често съчетание от трите).
- Неотразяващите предмети обикновено имат по-груба повърхност и цветът им се определя от това, кои дължини на вълната се разсейват. Когато всички дължини на вълната се разсейват равномерно, цветът е бял, а когато всички дължини се поглъщат, цветът е черен.
- Предметите, които отразяват светлината от целия видим спектър, са добре познатите огледала. При тях разсейването и поглъщането са незначителни. Ако отразяват само една определена дължина на вълната, огледалата изглеждат цветни. Предмети, които поглъщат голяма част от светлината, но отразяват останалата, изглеждат едновременно черни и огледални.
- Предметите, които пропускат светлината, могат да бъдат прозрачни или полупрозрачни. Ако те освен това поглъщат или отразяват различно отделните дължини на вълната, те изглеждат оцветени в пропускания цвят.
- Цветът на предметите, излъчващи светлина, се определя от вида на излъчването – ако например се дължи на топлинно излъчване (инкандесценция), то е в различни нюанси на червеното, жълтото до бяло при най-високите температури, а при (хемилуминисценцията) се дължи на химична реакция и е синьо-зелено.
- Някои предмети могат да поглъщат светлина, а след това да я излъчват с променени свойства: (флуоресценция и фосфоресценция).

## Възприятие
Слънцето и звездите излъчват по-голямата част от своята светлина във видимата част на електромагнитния спектър. Сигурно не е случайно, че човешкото око е чувствително именно към дължините на вълните, които Слънцето излъчва най-силно. По-точно, независимо от състава на светлината, която попада върху него, то я разлага на три цветни компоненти, към които различните клетки на ретината имат различна чувствителност (трихроматично зрение – вж. теория на Йънг-Хелмхолц). Тези рецепторни клетки, наричани колбички (или конуси), са чувствителни както следва: към късите вълни (сини колбички или S тип); към дългите вълни (червени колбички или L тип) и към средните вълни (зелени колбички или М тип).
Тъй като кривите на чувствителността на колбичките се припокриват, при осветяване с монохроматична светлина не е възможно да се стимулира само един вид колбички, защото реагират и другите, макар и в по-малка степен. Наборът от всички възможни стойности на цветовите комбинации, предизвикващи зрителна реакция, определя човешкото цветово пространство. Хората могат да различават около 10 милиона различни цвята.
Другият вид рецепторни клетки в окото – пръчиците – имат различна чувствителност. В нормална ситуация, когато светлината е достатъчно силна да стимулира колбичките, пръчиците не играят почти никаква роля за зрението. При лошо осветление обаче (например нощем) колбичките не могат да реагират и остава само чувствителността на пръчиците, която е черно-бяла. (Пръчиците са слабо чувствителни и към червения диапазон на видимия спектър). При някои условия на междинно осветление човек успява да различава цветовете поради съчетанието на реакцията на пръчиците със слаба реакция от страна на колбичките, което би било невъзможно, разчитайки само на колбичките.

## Теория

### Цветово пространство и цветови модели
За практически цели е необходимо представянето на цветовете с количествени характеристики, различни от изброените физически характеристики. За целта се създават абстрактни модели, описващи всеки цвят като поредица от числа, наричани цветови компоненти или цветови координати. По този начин в цветовите модели на всеки цвят съответства точно определен набор от координати и обратно, на всяка точка с определени координати съответства строго определен цвят. В съчетание с метод на интерпретация на тези данни (например, определяне на специфични условия за възпроизвеждането или разглеждането на цветовете) множеството от цветове на всеки цветови модел определя цветово пространство. Например, RGB е тримерно цветово пространство, в което всеки цвят е описан с три координати – на всяка от тях отговаря компонент на цвета, разложен на червен, зелен и син цвят. RGB цветовият модел е подходящ за излъчващи обекти и с него се характеризират например цветните монитори. Съвсем друг модел се използва в печатарството – това е моделът CMYK и той е приложим към обекти, отразяващи светлината – каквато е хартиената страница.
Броят на координатите задава размерността на пространството. Съществуват цветови пространства с различна размерност – от едномерни, които могат да опишат само монохромно изображение, до шест и десет-мерни (например, пространството CMYKLcLm (Cyan, Magenta, Yellow, Key color, lightCyan, lightMagenta). Пространствата с висока размерност се използват най-често в печата с плотери или при цветните проби.

### Колориметрия
Науката за измерване на цветовете се нарича колориметрия, а уредите – колориметри. При измерването на цвета основната задача е да се определят координатите му и това става с помощта на трицветни колориметри или компаратори на цвета, или се изчислява въз основа на спектрите на дифузно отражение или на пропускане, измерени с помощта на спектрофотометър.
Колориметрията е един от методите на аналитичната химия.